# Mary Jo Foley
Pour les articles homonymes, voir Foley.
Mary Jo Foley, née le 15 novembre 1961 est une essayiste, podcasteuse et journaliste américaine spécialisée dans les nouvelles technologies. Elle écrit régulièrement à propos de la stratégie, des produits et des technologies de Microsoft et, auparavant, de la technologie Unix, depuis 1983 dans des magazines tels que ZDNet, eWeek, Baseline, magazine Redmond et le magazine PC Magazine.   